# Castelo de Lochleven

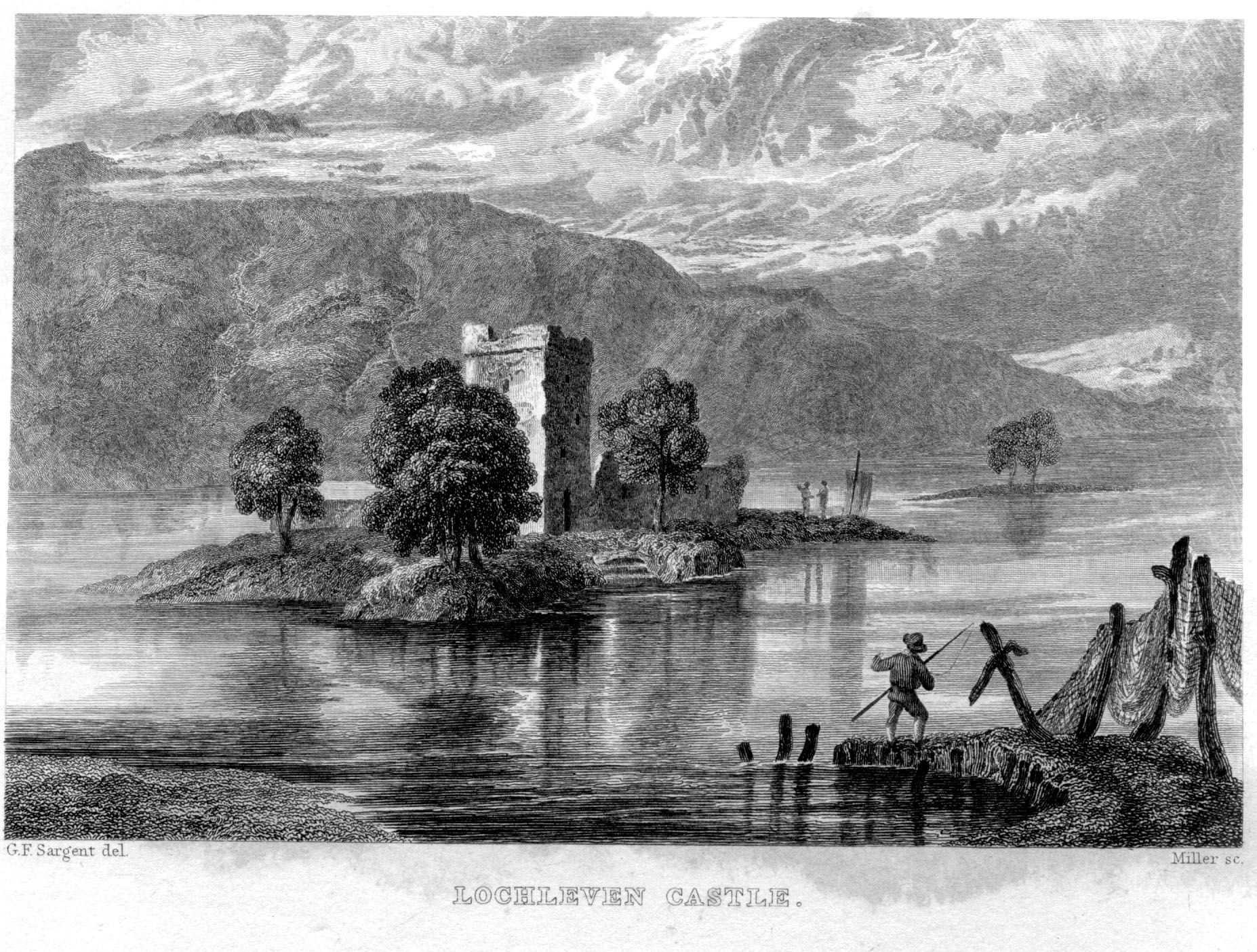
Castelo de Lochleven, Escócia: gravura de W. Miller, 1849.

O Castelo de Lochleven localiza-se em uma ilha em Loch Leven, na Escócia.
Embora remonte a uma fortificação mais antiga, a actual torre foi erguida entre o final do século XIV e o início do século XV. A fortificação manteve-se nas mãos da família Douglas por mais de três séculos.
Foi o cenário da passagem mais dramática da vida da rainha Maria da Escócia, local onde, em Junho de 1567, ela foi aprisionada e forçada a abdicar, antes da sua dramática fuga, um ano mais tarde (Maio de 1568).
O castelo localiza-se dentro de uma Reserva Natural Nacional. É acedido por barco, a partir de Kinross.

## Características
Em alvenaria de pedra, a torre apresenta planta quadrangular, dividida internamente em cinco pavimentos. Nas suas imediações encontram-se os restos de outras edificações, hoje desaparecidas.

## Galeria

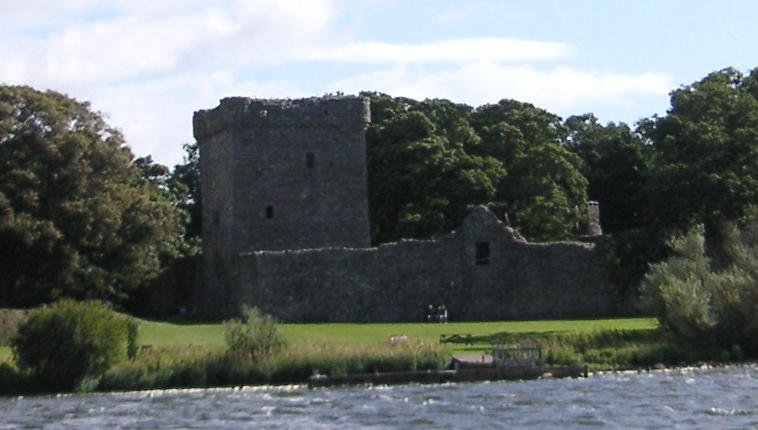
Vista a partir do Loch
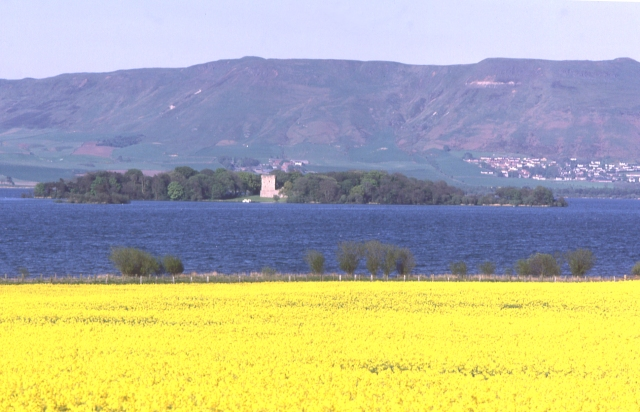
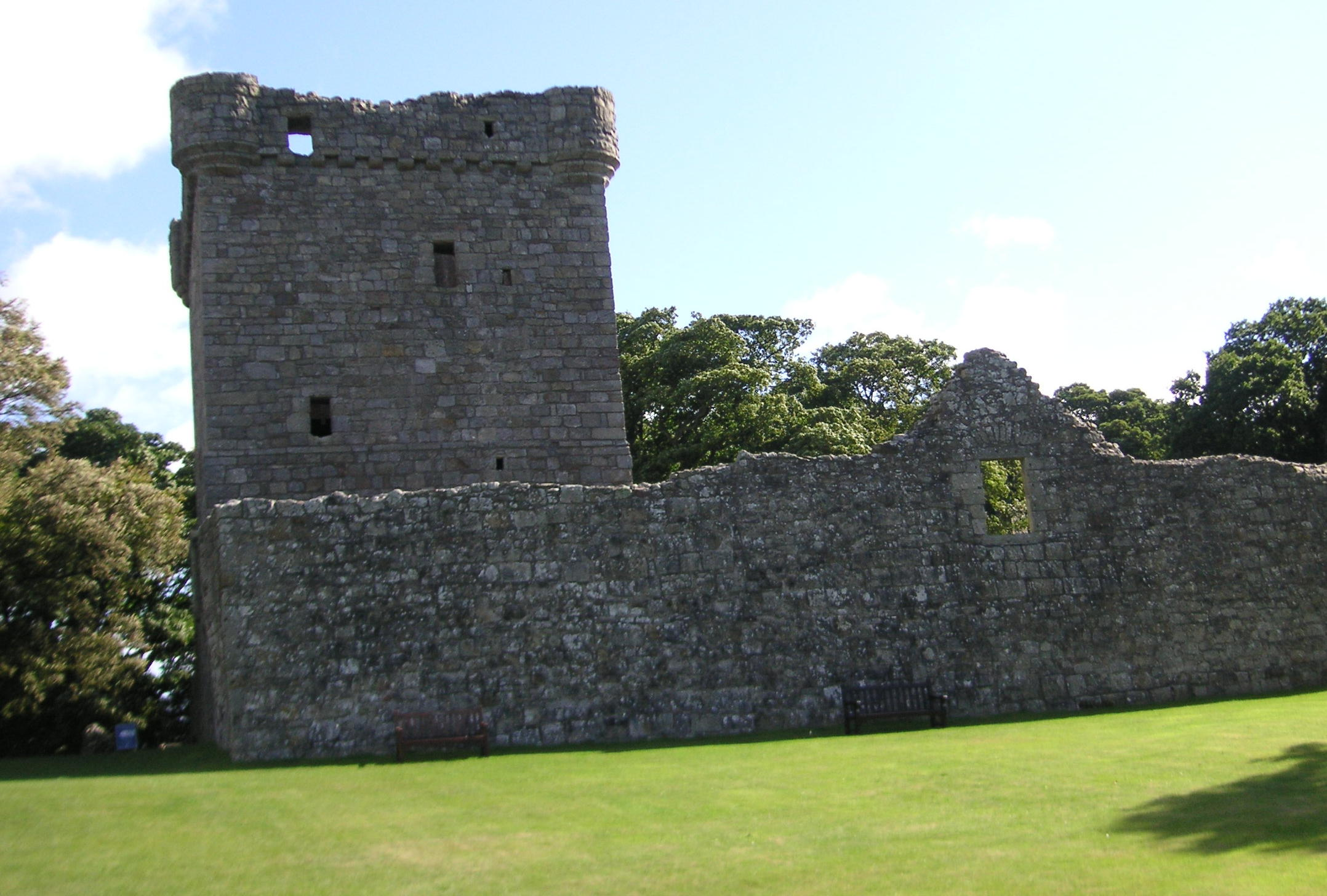
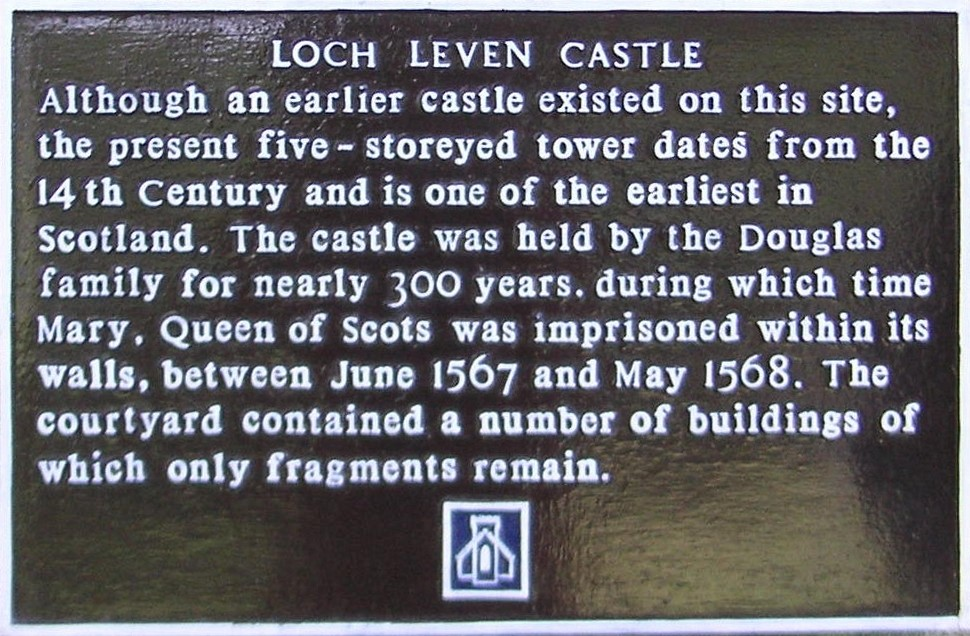
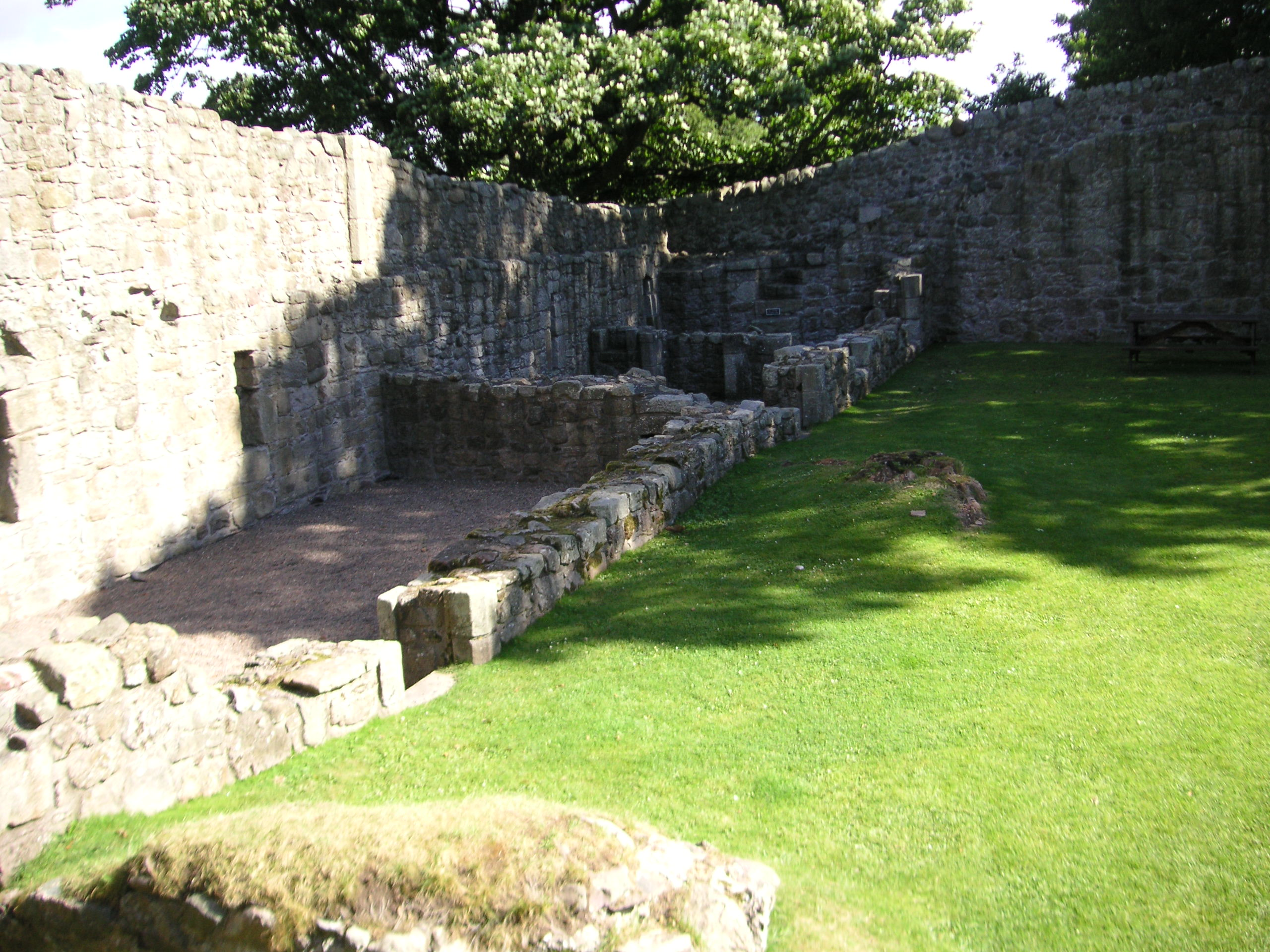
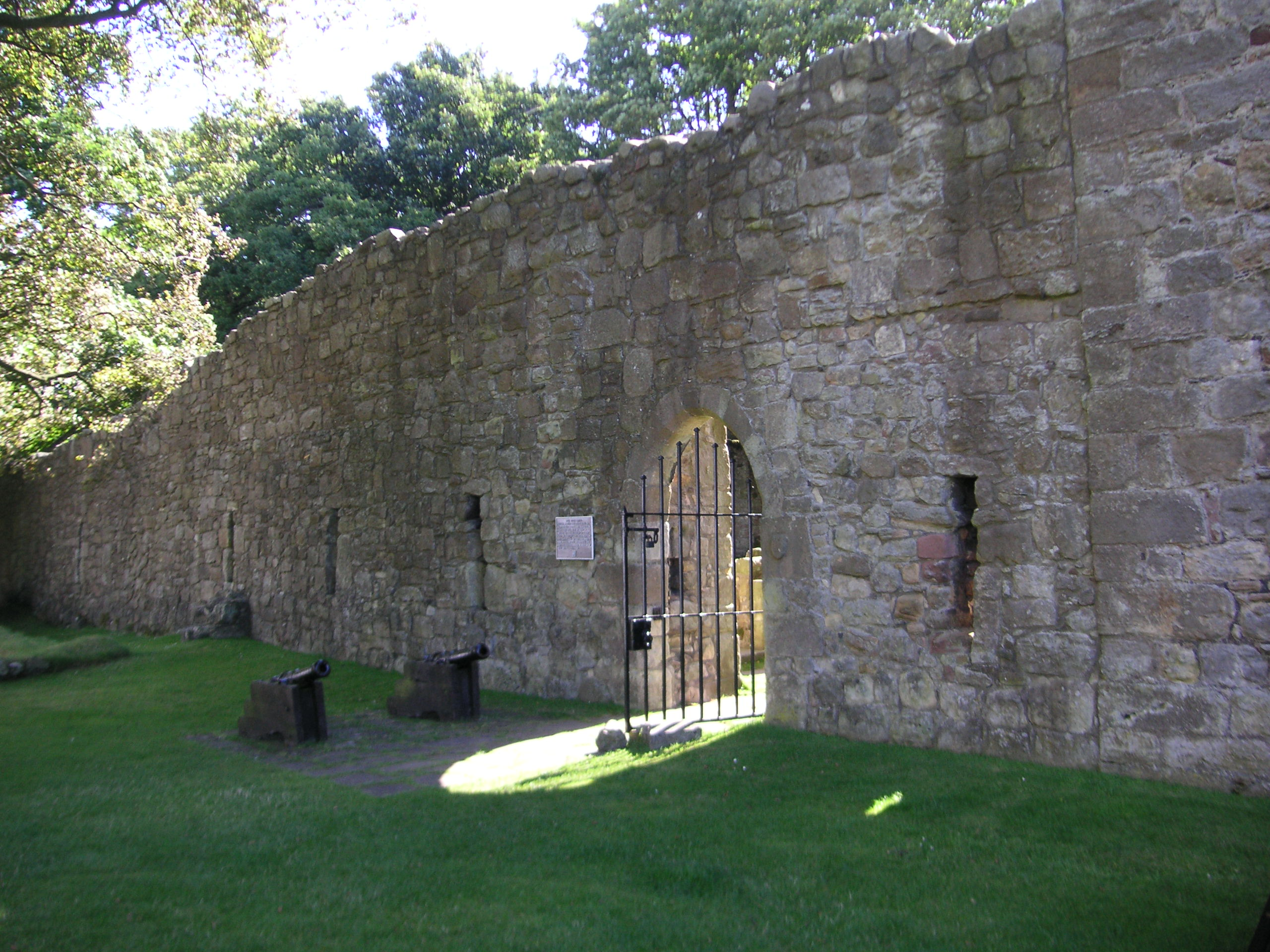
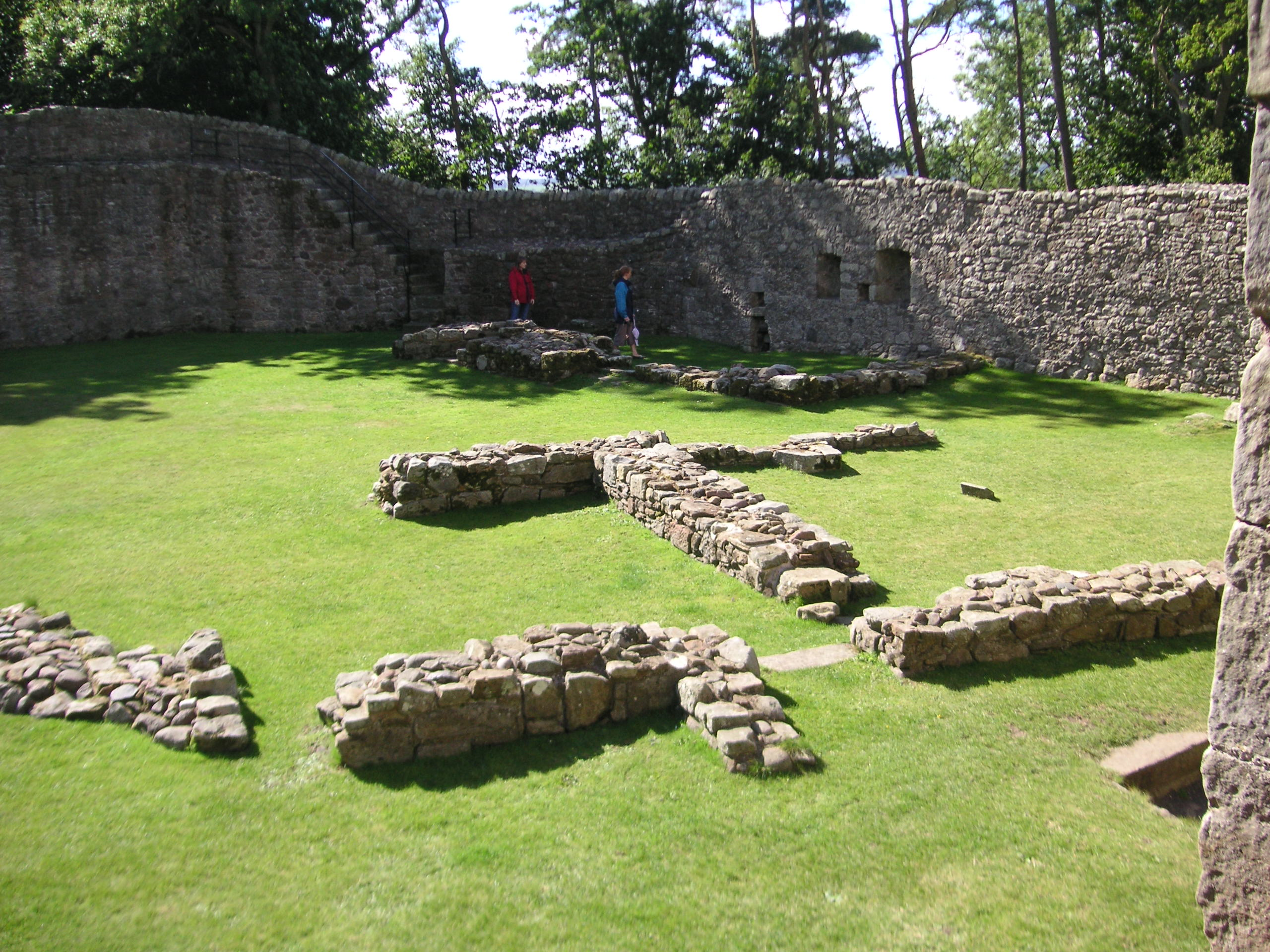
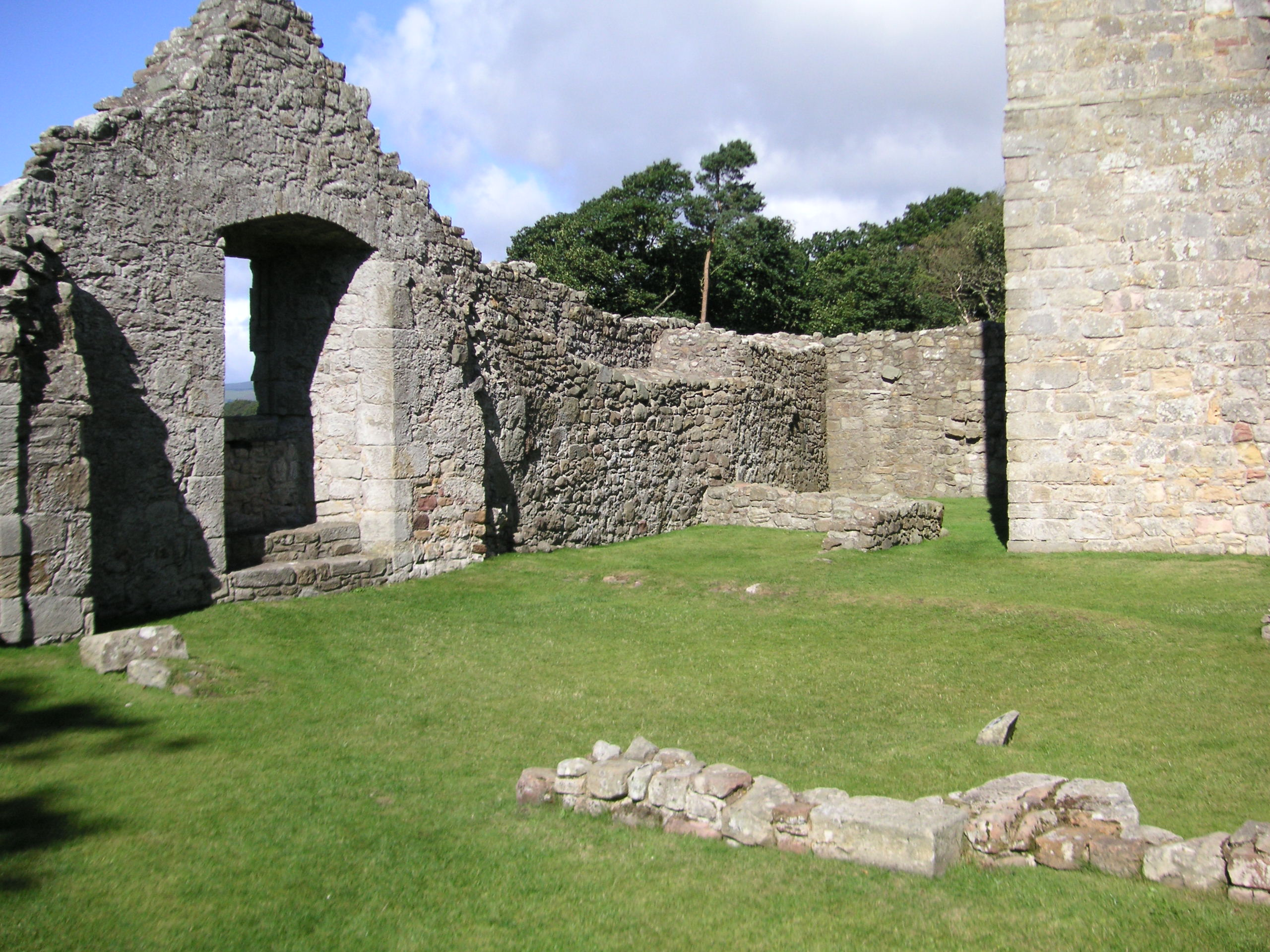
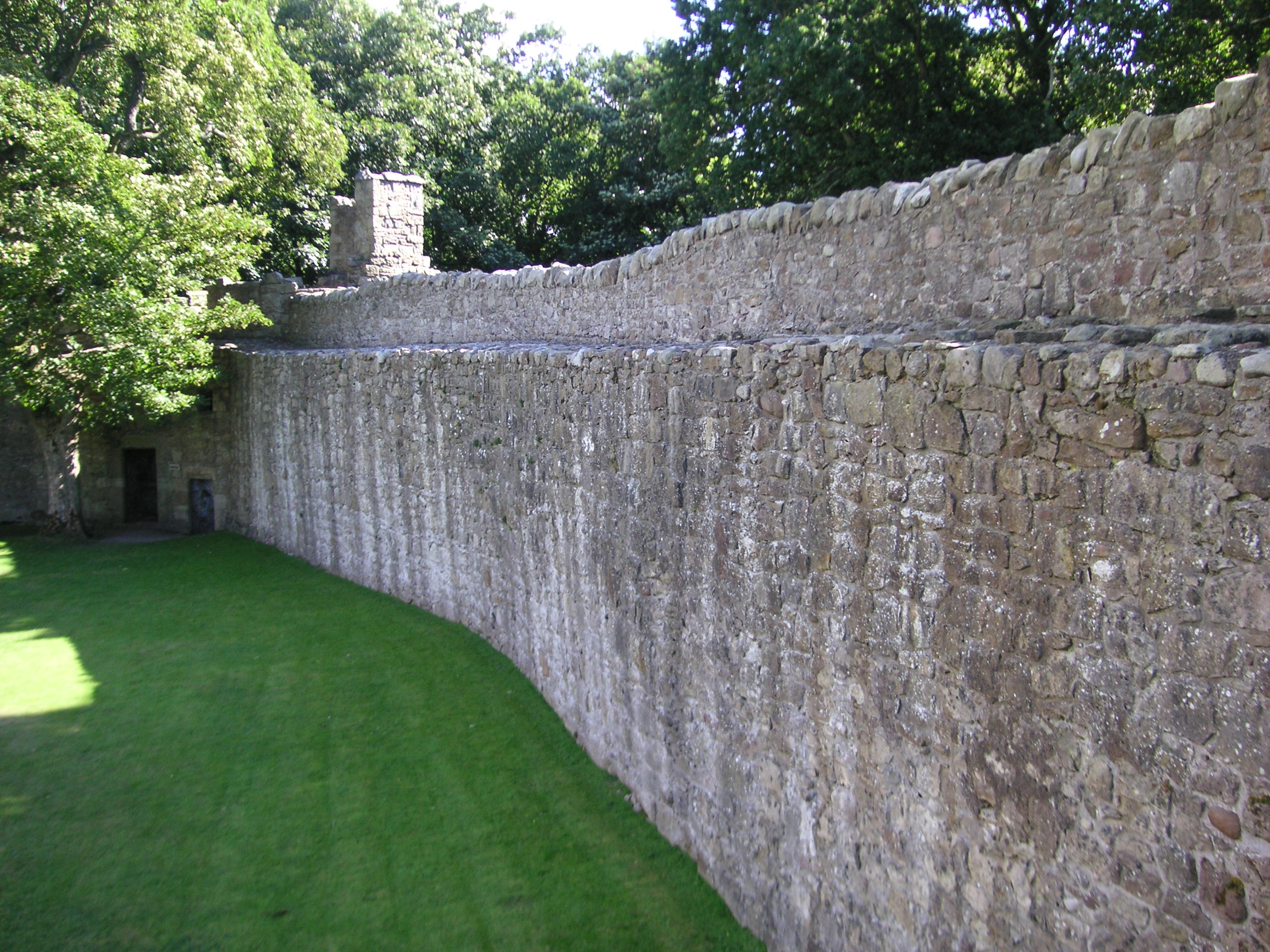
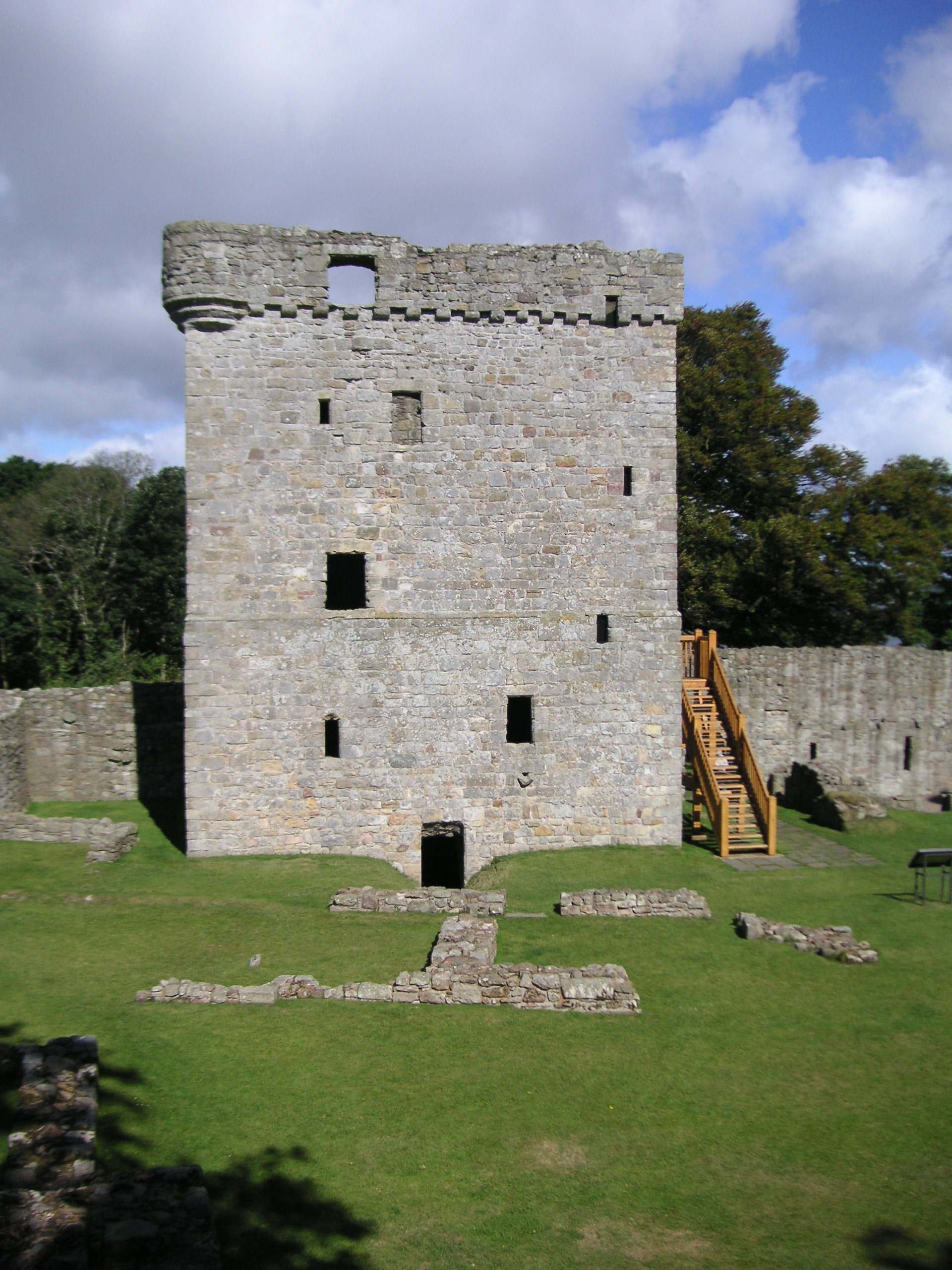
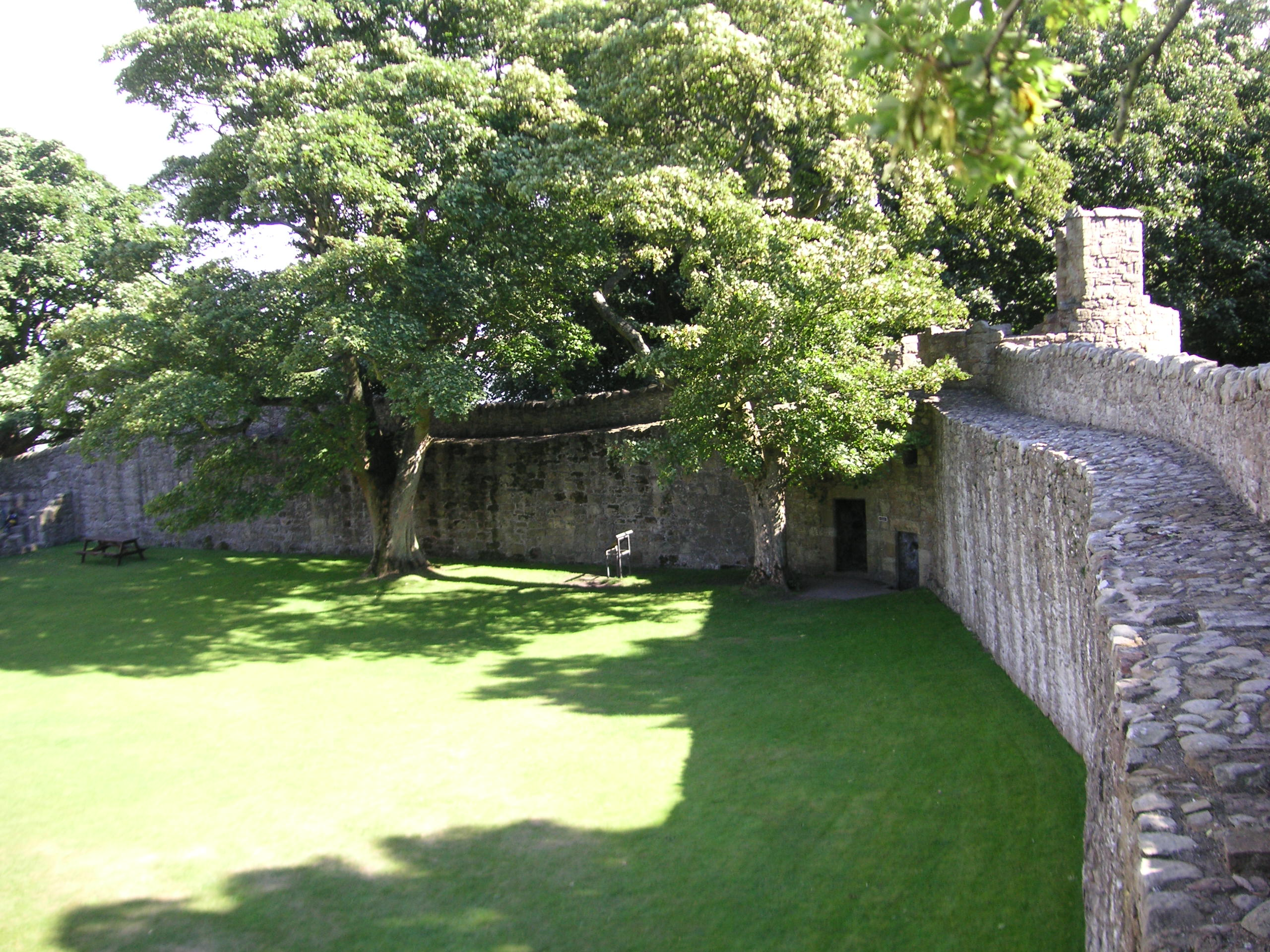
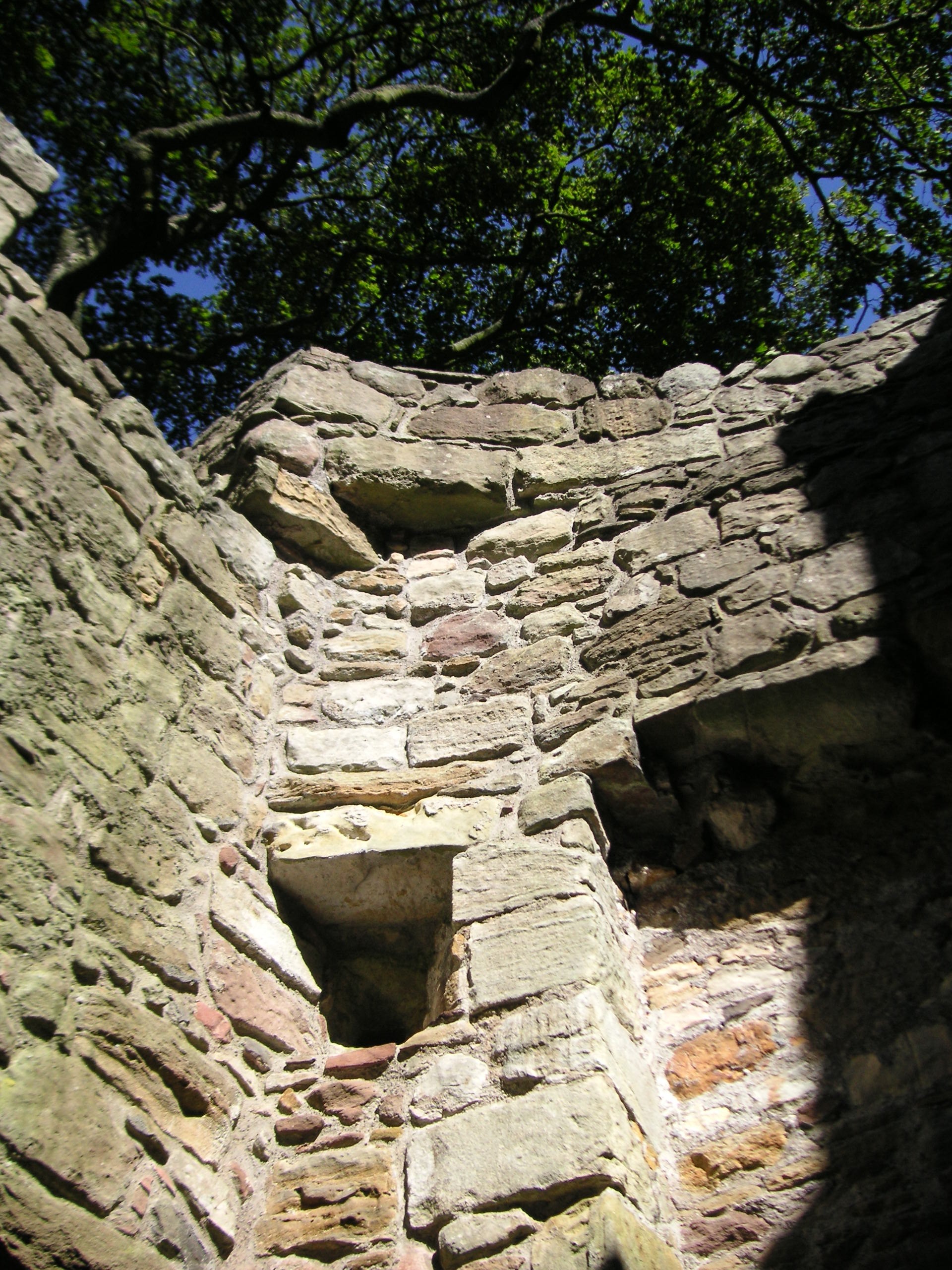
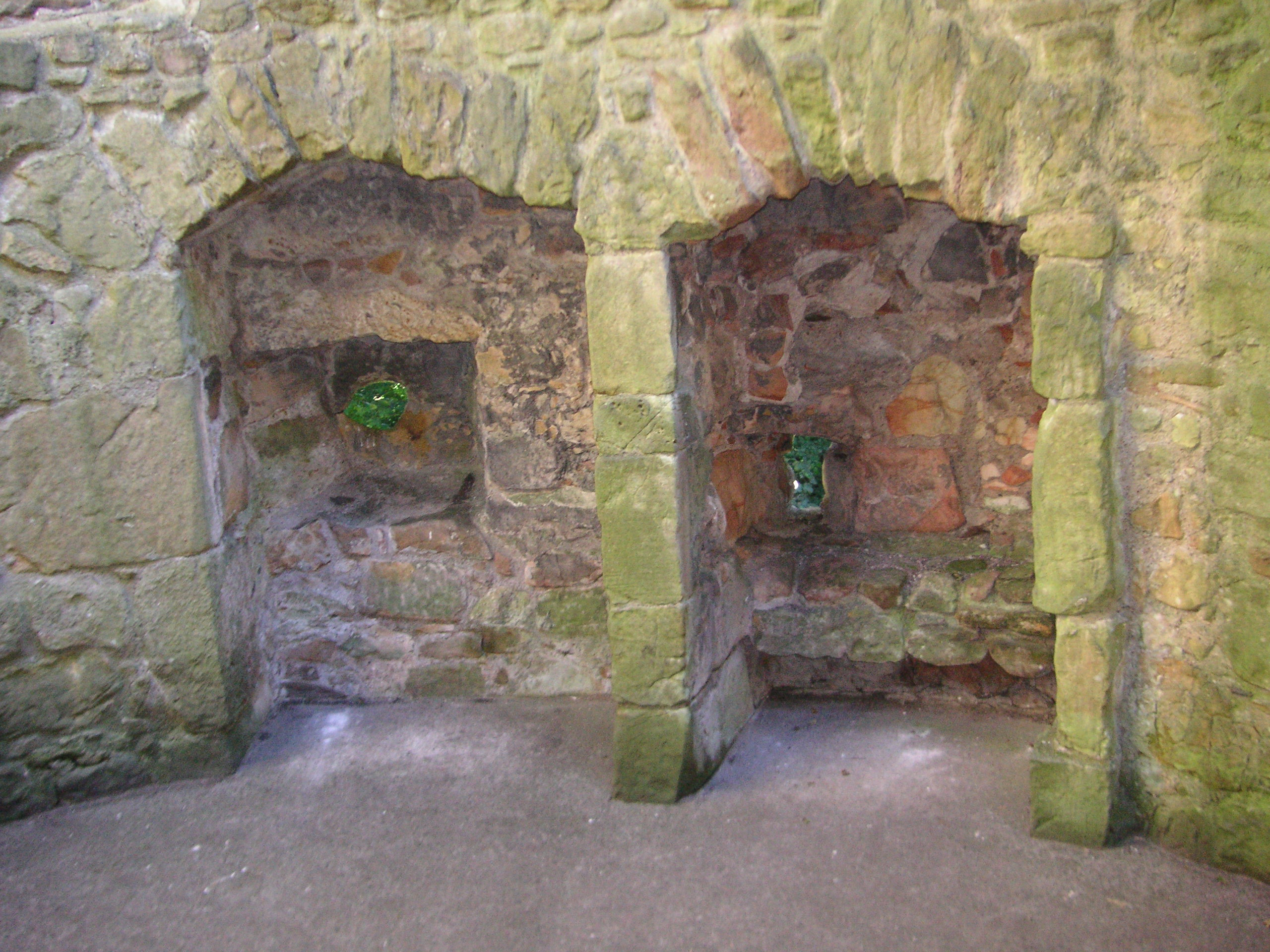
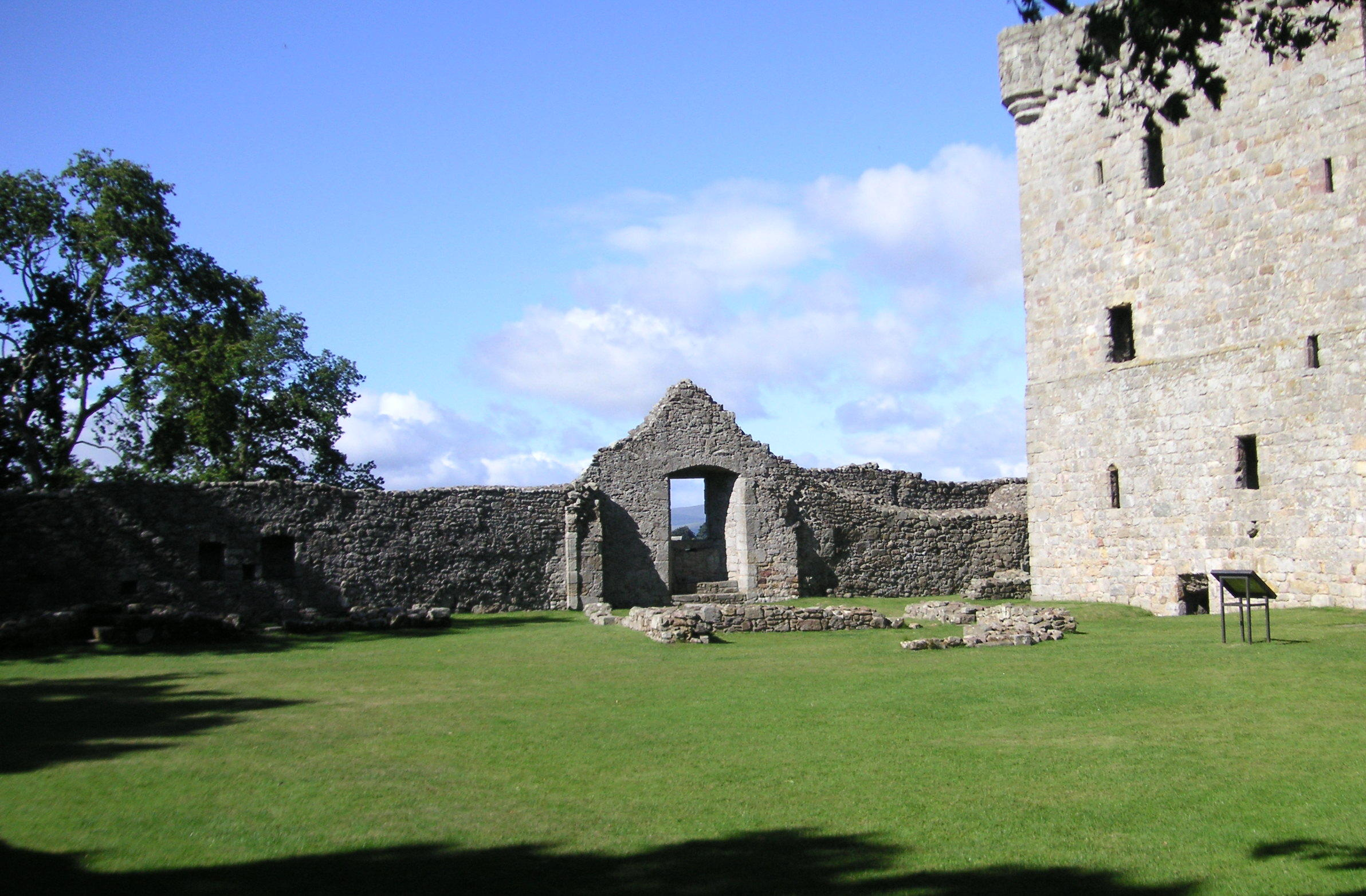